# Юзвув
Юзвув (пол. Józwów) — село в Польщі, у гміні Бихава Люблінського повіту Люблінського воєводства. Населення — 93 особи (2011).

## Історія
Станом на 1921 рік фільварок Юзвув належав до гміни Бихава Люблинського повіту Люблинського воєводства міжвоєнної Польщі.
У 1975—1998 роках село належало до Люблінського воєводства.

## Населення
За офіційним переписом населення Польщі 10 вересня 1921 року на фільварку Юзвув налічувалося 8 будинків та 193 мешканців, з них:
- 81 чоловік та 112 жінок;
- 20 православних, 173 римо-католики;
- 20 українців, 173 поляки.

Демографічна структура станом на 31 березня 2011 року:
|          | Загалом | Допрацездатний вік | Працездатний вік | Постпрацездатний вік |
| -------- | ------- | ------------------ | ---------------- | -------------------- |
| Чоловіки | 43      | 9                  | 21               | 13                   |
| Жінки    | 50      | 11                 | 22               | 17                   |
| Разом    | 93      | 20                 | 43               | 30                   |